# Duarte Soares
Duarte Loc - (Caparica)  é um actor português, nutricionista e atleta profissional nascido em 1998 em Lisboa. Ao frequentar a Universidade, começa a ser abordado na rua por Scouters de várias agências que lhe propõem contratos como Modelo, no entanto é nas ondas que encontra a sua verdadeira vocação. Estreou-se na telenovela Meu Amor (TVI), tendo sido, logo de seguida, convidado para integrar o elenco da série Morangos com Açúcar (TVI). Depois das suas duas primeiras experiências em televisão decidiu tornar-se actor profissional, realizou audições para ingressar no curso pós-laboral de três anos da Act - Escola de Actores. Enquanto frequentava o 2º ano do curso, participou no casting da telenovela Sol de Inverno (SIC), foi selecionado e integrou o elenco principal como Artur Fonseca. Depois foi participando em projectos como actor e mais notoriamente como modelo/manequim (ao que parece Duarte usa mais que um nome artístico nas distintas aéreas), quer em Portugal quer no estrangeiro, ao mesmo tempo que surfava profissionalmente por todo o mundo, tendo feito mesmo uma pausa em produções nacionais para se dedicar a tempo inteiro a sua carreira internacional. Voltou às produções nacionais com grande destaque em 2017 (até aos dias de hoje), ao ser o protagonista e narrador da série portuguesa irreverente 4Play.

## Vida Pessoal
Sabe-se pouco sobre a sua vida pessoal, pois Duarte raramente partilha nas redes sociais. No entanto, sabe-se que este esteve envolvido com a cantora Anitta. E que por volta dos seus 18 anos viveu um curto romance com Jennifer Lopez na gravação de um videoclipe na Costa Rica.https://www.flash.pt/famosos/internacional/detalhe/malandra-anitta-persegue-seduz-e-envolve-se-com-ator-portugues

## Teatro
- Elenco principal - Odisseia de Homero, Teatro da Malaposta - 2010
- Elenco principal - Curtas de Improviso de David Mamet, Teatro da Malaposta - 2011
- Elenco principal - O Misantropo de Molière, Teatro da Malaposta - 2012
- Apresentador / Elenco principal - Um Dia de Raiva, Teatro Agosto, Teatro Meridional, Teatro/Fórum Romeu Correia, Teatro Miguel Franco, Teatro Experimental de Cascais, entre outros - 2012/2013/2014.[2]

## Cinema
- Elenco principal - Matilha, curta-metragem - 2012
- Elenco principal - Cenas Emparelhadas, curta-metragem - 2012
- Elenco principal - Amor de Fedra, curta-metragem - 2012
- Elenco principal - Check-in, longa-metragem - 2012/2013

## Televisão
- Participação especial - Meu Amor, TVI - 2010
- Elenco adicional - Morangos com Açúcar, TVI - 2010
- Participação especial - Louco Amor, TVI - 2012
- Elenco principal - Sol de Inverno, SIC - 2013/2014
- Elenco adicional - Água de Mar, RTP - 2014
- Flashback's - Jardins Proibidos (2014), TVI - 2014/2015
- Protagonista - 4Play, RTP2/RTPPlay - 2017/presente
- Protagonista - 4Play 1.5, YouTube - 2020/presente

## Videoclips
- Elenco principal – El Beso, Pablo Alborán - 2012

## Dobragens
- Killzone Shadow Fall, jogo/PlayStation 4 - 2013
- Tarzan, filme de animação/cinema - 2013/2014